# Gueto de Będzin
El gueto de Będzin (en alemán Bendzin), fue un gueto establecido por los nazis en la Polonia ocupada durante la Segunda Guerra Mundial, para congregar a población judía. Emplazado en la ciudad de Będzin, en 1942, era el gueto más grande de la Alta Silesia, al sur occidente del país.
Los más de 20.000 judíos de Będzin, junto con otros 10 000 procedentes de diferentes lugares, vivieron en el gueto durante su corta historia. La mayoría de ellos fueron obligados a trabajar en las fábricas militares alemanas como esclavos, antes de ser deportados al campo de concentración de Auschwitz, donde fueron exterminados por las autoridades alemanas. 
La deportación de los últimos residentes del gueto, entre el 1 y el 3 de agosto de 1943, estuvo marcado por un levantamiento de los miembros locales de la Organización Judía de Combate.

## Historia
Hasta la Segunda Guerra Mundial, en Będzin existía una próspera comunidad judía. Según el censo ruso de 1897, la ciudad tenía una población total de 21.200, de los cuales 10.800 eran judíos (cerca del 51%). Según el censo de polaco 1921 en la ciudad había una comunidad judía integrada por 17.298 personas, es decir el 62,1% de su población total.
En septiembre de 1939, a pocos días de la invasión alemana, el Ejército ocupó rápidamente la región. Dicha acción fue seguida por los escuadrones de la muerte de la SS (Einsatzgruppen), quienes ya el 8 de septiembre de 1939 quemaban la sinagoga, asesinando a muchos de los judíos de la ciudad. 
Ese mismo día 8 de septiembre, Adolfo Hitler declaraba que la ciudad pasaría a formar parte de los territorios polacos anexados por Alemania. Comenzándose la relocalización forzosa de judíos de otros pueblos y ciudades, tales como Bohumín (en la actual República Checa), Kielce y Oświęcim. Llegando a congregarse 30.000 judíos en Będzin.
Hasta mayo de 1942, los judíos en Będzin no se limitaban a una zona concreta. La creación del gueto de mayo de 1942 fue parte del proceso constante de reasentamiento de población judía llevado a cabo por las autoridades alemanas.